# Мати урагану
«Мати урагану» («Маці ўрагану») — радянсько-чехословацький художній фільм 1990 року, знятий режисером Юрієм Марухіним на кіностудіях «Білорусьфільм» і «Баррандов».

## Сюжет
За однойменною п'єсою Володимира Короткевича про національно-визвольне антифеодальне повстання білоруських селян у XVIII столітті. У селянській садибі вдови Агни Вєтєр свято — вечір перед весіллям її сина Василя. У метушні приготувань з'являється такий собі Вощила — один з організаторів прийдешнього селянського повстання проти свавілля польського князя Радзивіла. Василь Вєтєр спочатку займає миролюбну позицію, закликаючи до мирських радощів і припинення всякого кровопролиття. Але в цей момент у двір безпардонно вриваються збирачі податків Радзивіла. Цей епізод стає приводом для того, щоб Василь піддався вмовлянням Вощили очолити повстання…

## У ролях
- Людмила Полякова — Агна Вєтєр
- Олександр Гоманюк — Василь Вєтєр
- Геннадій Гарбук — Вощила
- Олександр Філіппенко — Ієронім Флоріан Радзивілл, князь
- Наталія Кишова — роль другого плану
- Тетяна Мархель — роль другого плану
- Анатолій Жук — Василь
- Володимир Міщанчук — роль другого плану
- Геннадій Овсянников — священик
- Євген Шипіло — роль другого плану
- Віктор Тарасов — прокажений
- Іван Мацкевич — роль другого плану
- Олександр Владомирський — роль другого плану
- Віталій Котовицький — роль другого плану
- Володимир Пузиня — роль другого плану
- Алесь Пузиня — Микита
- Дмитро Воскобойников — роль другого плану
- Станіслав Вількін — роль другого плану
- Віктор Черняков — роль другого плану
- Володимир Січкар — збирач податків
- Петра Шимонова — роль другого плану
- Іржі Крітінарж — роль другого плану
- Віктор Докучаєв — роль другого плану
- Я. Дворжак — епізод
- С. Дударевич — епізод
- К. Хладенскі — епізод
- Віктор Ковальчук — епізод
- Борис Лагода — епізод
- Віктор Лебедєв — збирач податків
- Д. Маруніна — епізод
- І. Поляков — епізод
- А. Тиханович — епізод
- Сергій Іванов — воїн

## Знімальна група
- Режисер — Юрій Марухін
- Сценарист — Володимир Голованов
- Оператор — Юрій Марухін
- Композитор — Олег Янченко
- Художник — Ігор Топілін